# Umweltschutztechnischer Assistent
Umweltschutztechnische(r) Assistent(in) (UTA) ist ein Ausbildungsberuf in Deutschland. Umweltschutztechnische Assistenten (UTA) arbeiten an der Nahtstelle zwischen Produktion und Entsorgung bzw. Recycling. Diese Bereiche haben aus Umweltschutz- und auch aus wirtschaftlichen Gründen eine große Bedeutung. Der Beruf des UTAs ist ähnlich dem des Chemisch-Technischen Assistenten (CTA) bzw. des Biologisch-Technischen Assistenten (BTA) wird jedoch um Inhalte aus den Bereichen Abfallwirtschaft, Wasserwirtschaft, Immissionsschutz und Umweltanalytik ergänzt.

## Ausbildung
Die Ausbildung zum/zur UTA findet an öffentlichen und privaten Schulen statt. Sie dauert im Regelfall zwei Jahre. Sie umschließt theoretischen und praktischen Unterricht, im ungefähren Zeitverhältnis Eins zu Eins, der vollständig an der jeweiligen Schule stattfindet. Das erste Lehrjahr ist mit dem eines CTA identisch. Im zweiten Jahr werden die praktischen Fächer Organische Chemie und Präparative Chemie sowie die theoretischen Fächer Allgemeine Chemie und Organische Chemie durch die praktischen Fächer Verfahrenstechnik und Umweltanalytik sowie durch die theoretischen Fächer Biologie, Ökologie, Umweltrecht und Verfahrenstechnik ersetzt.

### Theoretische Fächer
Theoretische Fächer mit Angabe der Wochenstunden (1. Jahr / 2. Jahr)
1 Allgemeintheoretischer Bereich
- Religionslehre  (1/1)
- Deutsch  (1/1)
- Englisch  (1/1)
- Wirtschafts- und Sozialkunde  (1/2)

2 Fachtheoretischer Bereich
- Mathematik I / Stöchiometrie  (4/1)
- Physik  (3/-)
- Physikalische Chemie  (2/2)
- Allgemeine und anorganische Chemie  (2/-)
- Organische Chemie  (3/2)
- Analytische Chemie  (3/2)
- Computertechnik  (2/-)
- Mess-, Steuer-, Regeltechnik (-/1)
- Biologie & Ökologie (-/3)
- Verfahrenstechnik / Umwelttechnik (-/3)
- Umweltrecht (-/1)

### Praktische Fächer
Praktische Fächer mit Angabe der Wochenstunden (1. Jahr / 2. Jahr)
- Physikalisches und physikalisch-chemisches Praktikum  (2/-)
- Qualitative und quantitative Analyse  (10/-)
- Umweltanalytisches Praktikum (-/6)
- Mikrobiologisches und molekularbiologisches Praktikum (-/2)
- Verfahrenstechnisches und umwelttechnisches Praktikum (-/2)
- Ergänzendes Praktikum (-/1)
- Projektarbeit (-/2)

Die genaue Stundenverteilung kann von Bundesland zu Bundesland leicht variieren.

## Voraussetzungen
Voraussetzung für die Ausbildung zum/zur umweltschutztechnischen Assistenten(in) ist die Mittlere Reife oder ein vergleichbarer anderer Bildungsabschluss.

## Sonstiges
An vielen Schulen kann der schulische Teil oder die gesamte Fachhochschulreife erworben werden.